# Chan Vathanaka
Chan Vathanaka, né le 23 janvier 1994, est un footballeur international cambodgien, évoluant avec le club du Boeung Ket Angkor en première division cambodgienne.

## Carrière de joueur

### En club
Formé au club de Preah Khan Reach, Chan Vathanaka débute avec ce club en première division cambodgienne lors de la saison 2011. Il reste au club une autre saison avant d'être transféré au Boeung Ket Angkor.
Grâce aux bons résultats du Boeung Kot Angkor en championnat, Vathanaka dispute régulièrement des compétitions internationales. Il s'illustre notamment lors de la Coupe du président de l'AFC 2013, où il réussit à inscrire un quadruplé, lors d'une victoire 6-0 face aux Sri-Lankais d'Army Sport Club. En 2015, il emmène son club en finale du Championnat du Mékong des clubs 2015, en marquant cinq buts, inscrivant trois d'entre eux lors de la demi-finale remportée contre Becamex Bình Dương FC, champion du Viêt-Nam.
Il remporte son premier titre lors de la saison 2016 en étant sacré champion du Cambodge. Il est également honoré à titre individuel, la même année, en remportant un deuxième titre consécutif de meilleur buteur.

### En équipe nationale
Vathanaka commence sa carrière en équipe nationale en 2011, en intégrant la sélection cambodgienne des espoirs, avant d'être appelé pour jouer avec l'équipe des moins de 23 ans, jusqu'en 2015. Le 22 mars 2013, il est appelé pour la première fois par le sélectionneur, le Sud-Coréen Lee Tae-ho, en sélection A avec laquelle il participe à un match de qualification pour l'AFC Challenge Cup 2014. Vathanaka inscrit ses deux premiers buts lors d'une rencontre amicale face à Taïwan, six mois plus tard. Il affiche un bilan de 24 sélections pour 8 buts inscrits. Il participe notamment à la qualification du Cambodge pour l'AFF Championship en inscrivant un doublé face à la sélection du Timor oriental

## Palmarès
- Champion du Cambodge 2016 avec Boeung Ket Angkor
- Meilleur buteur du championnat du Cambodge en 2015 (37 buts) et 2016 (22 buts)

## Buts en équipe nationale
Données arrêtées au 22 novembre 2016 :
| #   | Date             | Stade                               | Adversaire     | Score | Compétition                                |
| --- | ---------------- | ----------------------------------- | -------------- | ----- | ------------------------------------------ |
| 1.  | 8 octobre 2014   | Stadium municipal de Taipei, Taipei | Taipei chinois | 2–0   | Match amical                               |
| 2.  | 8 octobre 2014   | Stadium municipal de Taipei, Taipei | Taipei chinois | 2–0   | Match amical                               |
| 3.  | 12 mars 2015     | Stade Lambert, Phnom Penh           | Macao          | 3–0   | 2018 FIFA World Cup qualification (AFC)    |
| 4.  | 12 mars 2015     | Stade Lambert, Phnom Penh           | Macao          | 3–0   | 2018 FIFA World Cup qualification (AFC)    |
| 5.  | 28 juillet 2016  | Stade olympique, Phnom Penh         | Singapour      | 2–1   | Match amical                               |
| 6.  | 1 septembre 2016 | Mong Kok Stadium, Hong Kong         | Hong Kong      | 2–4   | Match amical                               |
| 7.  | 21 octobre 2016  | Stade olympique, Phnom Penh         | Timor oriental | 3–2   | Qualification pour l'AFF Championship 2016 |
| 8.  | 21 octobre 2016  | Stade olympique, Phnom Penh         | Timor oriental | 3–2   | Qualification pour l'AFF Championship 2016 |
| 9.  | 20 novembre 2016 | Stade Thuwunna, Rangoun             | Malaisie       | 2–3   | AFF Championship 2016                      |
| 10. | 20 novembre 2016 | Stade Thuwunna, Rangoun             | Malaisie       | 2–3   | AFF Championship 2016                      |